# Pruská G 8.1
Pruská G 8.1 je dvouválcová parní lokomotiva na přehřátou páru. Lokomotivu zkonstruoval Robert Garbe jako vylepšenou variantu řady G 8, z počátku byla i označená jako „zesílené normální provedení“ - „Verstärkte Normalbauart“. Na rozdíl od původního provedení má větší kotel a tím pádem vyšší hmotnost, což mělo sice za důsledek zvýšení tažné síly vlivem vyšší adhezní váhu, na druhou stranu měla nová lokomotiva vlivem vyššího nápravového tlaku omezenou přechodnost převážně pouze na hlavní tratě. Lokomotivy této řady našly uplatnění v dopravě těžkých nákladních vlaků a později také v těžkém posunu. Pro lehčí svršek byla od této řady odvozena pětispřežní lokomotiva řady G 10.

## Popis konstrukce
Lokomotivy G 8.1 měly kotel z plechů tl. 17 mm. Válcový kotel tvořily dva prstence, na jednom z nich byl umístěn parní dóm s ventilovým regulátorem. Vzdálenost trubkovnic byla 4 500 mm. Válcovým kotlem procházelo 130 žárnic o průměru 51/46 mm a 24 kouřovek o průměru 133/125 mm. Lokomotivy měly nainstalovaný Schmidtův přehřívač páry, předehřívač vody a pístové napájecí čerpadlo Knorr.
V rámu z plechů tl. 30 mm byl uložen čtyřnápravový pojezd, třetí náprava byla hnací. Druhé a třetí dvojkolí mělo zeslabené okolky o 15 mm, poslední spřažené dvojkolí mělo příčný posuv 3 mm. Válcová šoupátka měla průměr 220 mm, rozvod byl Heusingerův s kuhnovými kulisami.
Lokomotivy byly spřahovány s tendry pr 3 T 16,5, pr 3 T 20 a pr 2'2' T 21,5.

## Provoz v jednotlivých zemích

### Německo
Řada G 8.1 se stala nejpočetnějším typem lokomotiv zemských drah v německých zemích a po řadě 52 druhým nejpočetnějším typem lokomotivy zkonstruovaným v Německu. Pro pruské státní dráhy a Německé říšské dráhy bylo dodáno celkem 4 958 strojů, dalších 137 obdržely Alsasko-lotrinské říšské dráhy, deset meklenburské velkovévodské dráhy, 50 strojů německé polní dráhy během 1. světové války, šest nebo deset lokomotiv zakoupilo těžařstvo německého císaře, 112 lokomotiv si pořídily rumunské dráhy a 73 polské dráhy.
V roce 1925 převzaly říšské dráhy 3.121 pruských lokomotiv a označily řadou 55.25–56. Lokomotivy dostaly čísla 55 2501–5622 (mimo 55 367), dvanácti meklenburským lokomotivám (dvě byly v roce 1920 dodatečně zakoupeny od pruských drah) bylo přiděleno označení 55 5801–5810, 5851 a 5852. Mezi pruskými lokomotivami bylo i deset G 8.1 původně alsasko-lotrinských. V roce 1935 přibylo do stavu DR dalších 43 lokomotiv ze Sárska – 55 5623-5665, poslední z nich byla původně alsasko-lotrinská.
Za druhé světové války byly polské a litevské stroje označeny řadou 55, došlo k druhému použití inventárních čísel tehdy již zrušených lokomotiv. Lokomotivám převzatým z Belgie byla přidělena čísla 55 5666–5699. Po roce 1945 zařadily východoněmecké Deutsche Reichsbahn do svého parku polskou lokomotivu jako 55 5898 a několik belgických a francouzských strojů 55 7251–7260 a 55 8170.
V letech 1934 až 1941 bylo 691 lokomotiv G 8.1 vybaveno předním běhounem - Bisselovým podvozkem za účelem zvýšení maximální rychlosti a snížení nápravového tlaku. Tyto lokomotivy nesly označení 56.2-8..
Na konci druhé světové války existovalo ještě více než 1.000 lokomotiv této řady. V roce 1968 měly DR ve stavu ještě 150 strojů a DB 50. Západoněmecké lokomotivy byly v tomto roce přeznačeny na řadu 055. Poslední z nich – 055 538-3 byla z provozu vyřazena 21. prosince 1972.

### Francie
Z celkem přibližně 1500 pruských lokomotiv G 8.1, které se staly předmětem válečných reparací, obdržela asi 900 strojů Francie. Byly dislokovány především na severu a východě země. Lokomotivy neměly jednotné označení, každá železniční společnost si je značila po svém. Po zestátnění a založení SNCF dostaly tato označení:
- Region východ: 1-040 D (346 strojů)
- Region sever 2-040 D (212 strojů)
- Region západ 3-040 B (41 strojů)
- Region jihozápad 4-040 K (28 strojů)
- Region jihovýchod 5-040 E (asi 12 strojů)

Poslední z nich dojezdily v roce 1969.

### Belgie
Po první světové válce se do Belgie dostalo 576 lokomotiv G 8.1. Lokomotivy byly označeny řadou 81. 

### Lucembursko
V Lucembursku jezdilo 12 lokomotiv G 8.1. Byly označeny řadou 46. 

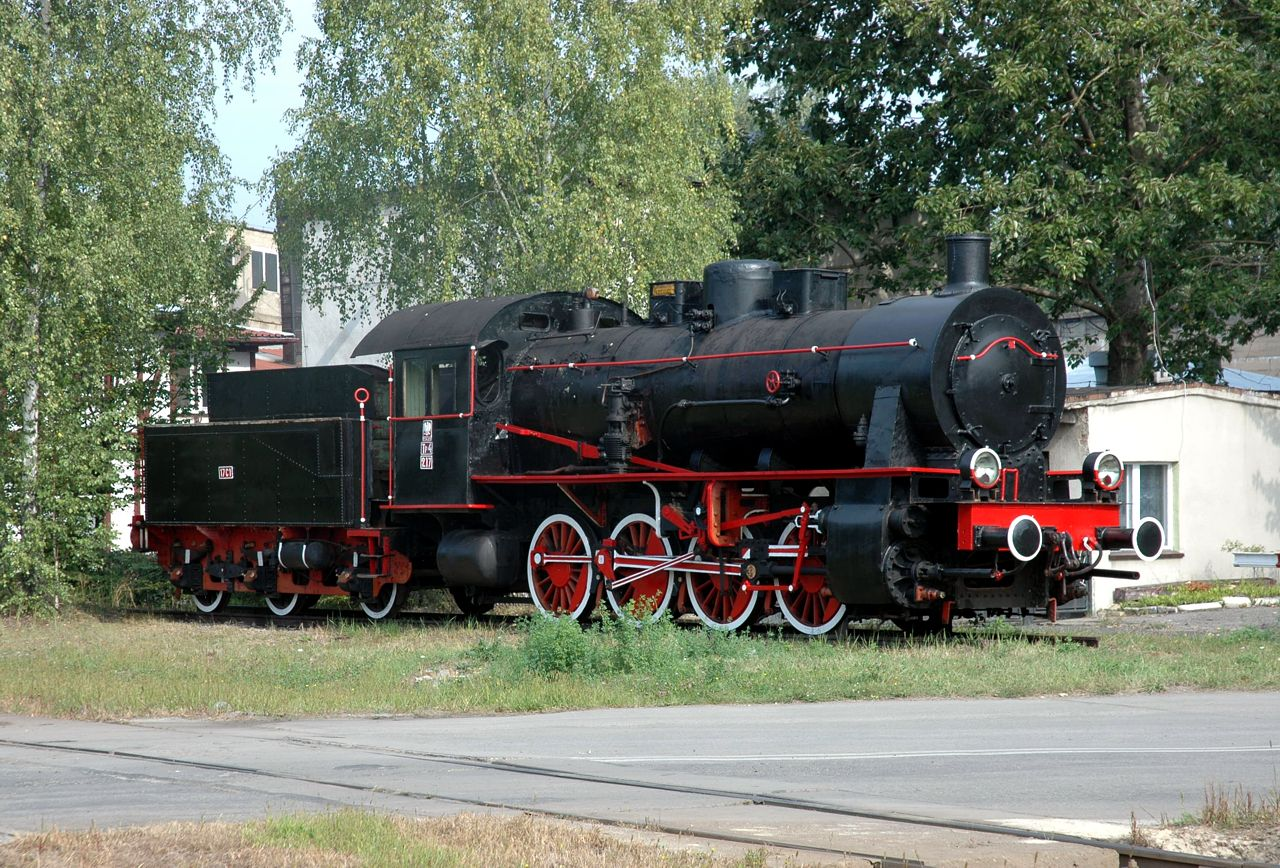
Polská Tp4-217, bývalá G 8.1, v Pyskowicích

### Polsko
Po první světové válce připadlo Polsku jako válečná reparace 412 G 8.1. Dalších 50 strojů této řady si PKP objednaly v roce 1921. PKP označily tyto lokomotivy řadou Tp4. Staly se nejpočetnější řadou polských drah v meziválečném období. Po obsazení Polska v roce 1939 převzaly DR 360 těchto lokomotiv, zbytek zmizel v Sovětském svazu. Není známo, že by byly přestavěny na široký rozchod.
Po válce měly PKP 302 lokomotiv G 8.1, z nichž pouze část byla u PKP před válkou. V provozu vydržely až do roku 1972, mezitím byly postupně převáděny na méně náročné výkony a prodávány průmyslovým drahám. Slezské pískové dráhy provozovaly celkem 50 Tp4, poslední dosloužila v roce 1983.

#### Tr5
Po druhé světové válce se dostalo k PKP i 66 lokomotiv řady 56.2-8, které zde byly označeny řadou Tr5.

#### Tkh4b
V roce 1953 provedly železniční opravny ZNTK Wrocław rekonstrukci lokomotivy Tp4 na akumulační. Při této rekonstrukci použily zásobník páry původně zkonstruovaný pro pojezd třínápravové tendrové lokomotivy TKi3 (původně pruské T 9.3). Aby bylo možno zásobník na pojezd vhodně usadit, byla odebrána poslední spřažená náprava. Nápravový tlak tak vzrostl na 20 t a rychlost byla omezena na 20 km/h. Až do roku 1956 bylo takto zrekonstruováno 28 lokomotiv Tp4. Lokomotivy byly dodány do různých průmyslových závodů, poslední dojezdila v roce 1998 a v srpnu 2004 byla sešrotována.

### Itálie
Po první světové válce obdržela Itálie 45 strojů G 8.1 jako válečnou reparaci. FS je označily 460.001-045. Jejich nasazení bylo kvůli vysokému nápravovému tlaku omezeno na trať Piacenza - Bologna. Za druhé světové války bylo deset z nich převedeno do Slezska, kde vozily uhelné vlaky. Poslední lokomotiva řady 460 dojezdila u FS v roce 1959.

### Švédsko
Švédsko obdrželo v roce 1918 dvacet lokomotiv, které byly označeny jako řada G, od roku
1919 jako Ga. Lokomotivy dodala firma Linke-Hoffmann. Dalších 17 lokomotiv dodal domácí výrobce:
- Řada G - původních 20 lokomotiv od firmy Linke-Hoffmann, od r. 1919 řada Ga, u 18 z nich postupně vyměněny kotle za shodné s řadou Gb, zbylé dvě v roce 1942 přeznačeny zpět na G.
- Řada Gb - 15 lokomotiv z domácí produkce z let 1920 - 1923
- Řada Ga3/G3 a Ga4/G4 - lokomotiva Ga.1410 dostala v roce 1940 přední běhoun a byla přeznačena na Ga3.1410, později na G3.1410. Lokomotiva Ga.1418 dostala i nový kotel a byla označena Ga4.1418, resp. G4.1418
- Řada G5 - lokomotivy Ga, které byly vybaveny uzavřenou budkou
- Řada G6 - lokomotivy řady Gb s dosazeným předním běhounem
- Řada G TGOJ - dvě lokomotivy z roku 1942 pro rudnou společnost TGOJ. Provedením odpovídal řadě Gb s uzavřenou budkou, jako u řady G5

Po letech provozu a vícerých úpravách byly poslední vyřazeny v roce 1973.

### Litva
Litevské státní dráhy - Lietuvos Geležinkeliai (LG) v roce 1920 převzaly 22 lokomotiv G 8.1 a označily je řadou P8. V roce 1932 dodala Škoda další čtyři poněkud modifikované lokomotivy této řady.

### Rumunsko
V roce 1914 zakoupily CFR u firmy Henschel 6 lokomotiv, jejichž konstrukce vycházela z G 8.1. Lokomotivy s čísly 1531-1536 se od standardního provedení lišily především nižším nápravovým tlakem (16 t), instalací samočinné tlakové brzdy Westinghouse, pneumatickým pískováním, absencí předehřívače vody, průměrem válců 500 mm a zdvihem pístů 630 mm. Lokomotivy byly připraveny na instalaci olejového vytápění. V roce 1915 objednaly CFR dalších 15 lokomotiv, avšak 28. srpna 1916 vyhlásilo Německo válku Rumunsku a lokomotivy byly dodány pruským drahám. Stroje 1531-1536 byly vyřazeny z provozu do roku 1938.
Prvních 30 lokomotiv G 8.1 dostaly rumunské dráhy v roce 1919 jako válečnou kompenzaci. Těmto lokomotivám byla přidělena čísla 40.470-40.499. Dalších šest G 8.1 obdržely nebo zakoupily CFR od pruských drah. Všem 36 lokomotivám pak byla přidělena nová čísla 40.001-036. V letech 1921-22 doplnilo vozidlový park CFR dalších 76 nově vyrobených lokomotiv (40.037-112) z produkce lokomotivek Hohenzollern, Linke-Hoffmann, a Orenstein&Koppel.
Lokomotivy byly vybaveny tlakovou brzdou Westinghouse nebo Knorr, přídavným olejovým topením Cosmovici, injektory a mazacími lisy Friedmann, pojistnými ventily Ramsbottom, petrolejovými svítilnami a pneumatickými pískovači. Byly spojeny s třínápravovými tendry s objemem 16,5 m³ vody, 4,5 m³ oleje a 3,4 t uhlí. Tendry lokomotiv 40.097-106 z produkce Orenstein&Koppel měly nápravová ložiska typu Cosmovici.
V letech 1929-1930 zapůjčily DR dalších 30 lokomotiv řady 55 CFR pro zvládnutí požadovaných přepravních výkonů.
V roce 1953 měly CFR ve stavu 106 lokomotiv řady 40. V 70. letech začalo systematické vyřazování, v Bukurešti dojezdila jako poslední 40.111 v roce 1977 a v prosinci 1981 byla vyřazena 40.098 jako úplně poslední zástupkyně své řady v depu Ploieşti.

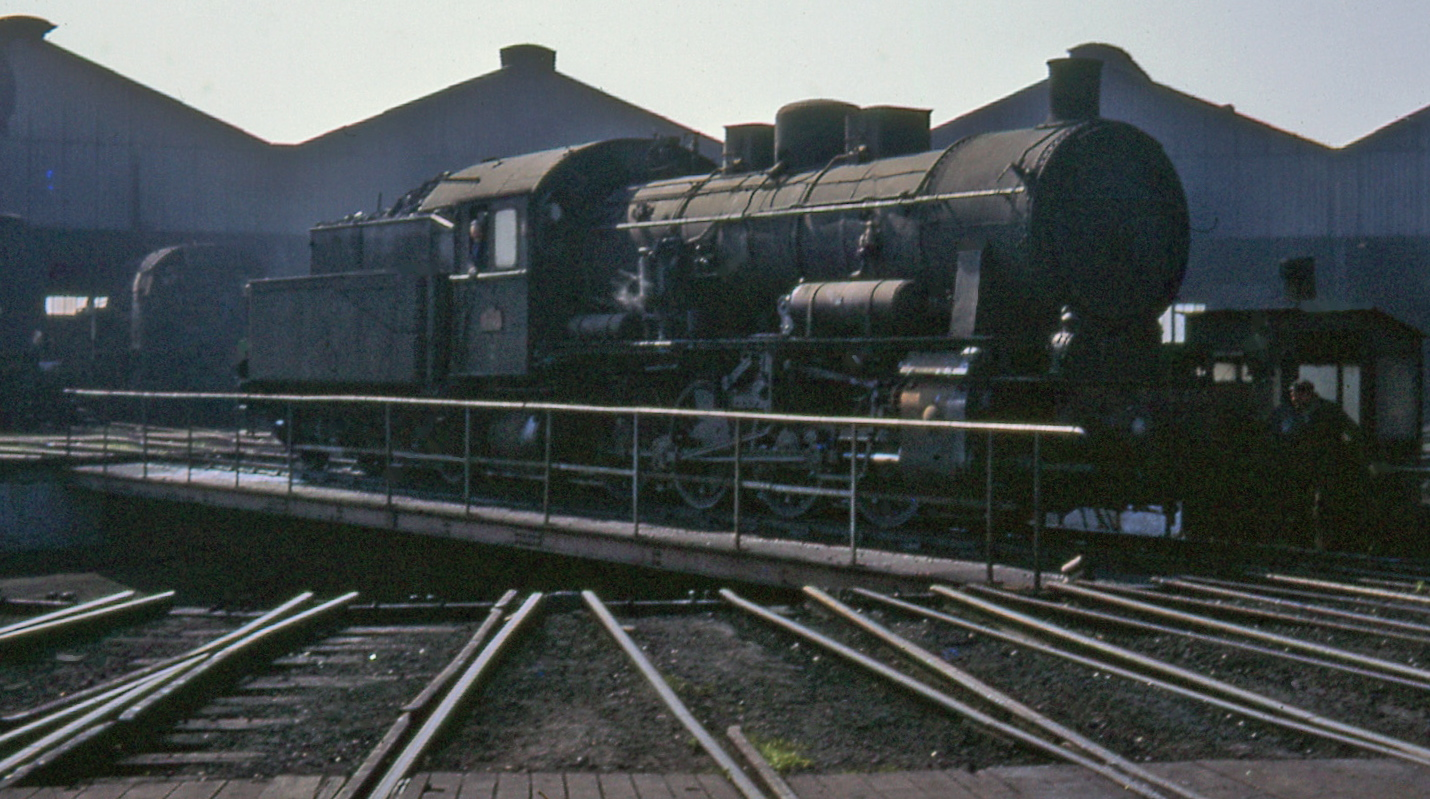
SNCF 040D, Calais 1968

### Československo
U ČSD se řada G 8.1 vyskytla dvakrát. V roce 1919 pořídily ČSD 15 lokomotiv G 8 pro výtopnu Trenčianská Teplá. Ve skutečnosti dvě z těchto lokomotiv byly G 8.1. ČSD všechny stroje označily řadou 273 a k 1.1.1925 přečíslovaly na řadu 425.0 s tendry 412.1 nebo 616.0. Lokomotivy G 8.1 byly označeny 425.010 a 425.015. Později se všech 15 lokomotiv přesunulo do výtopny Nové Zámky, kterou v roce 1939 zabralo Maďarsko. MÁV přečíslovaly 425.010 a 15 na 410.501 a 410.502. Obě se k ČSD již nevrátily.
Podruhé se u ČSD vyskytly opět dvě lokomotivy G 8.1 po skončení války. Jednalo se o stroje, které v roce 1920 připadly PKP. ČSD je označily 427.0500 a 501. První z nich sloužila na posunu a přetahovala soupravy v Praze, druhá nejspíš do provozu nezasáhla. Obě byly na konci roku 1947 vráceny PKP. Lokomotiva 427.0500 je v Česku známá díky modelovému ztvárnění ve velikostech H0 i N východoněmeckou firmou Piko.

### Turecko
Během 1. světové války byly pravděpodobně německými vojsky na území Turecka zavlečeny dvě G 8.1. TCDD je označily 44101 a 44102. Byly však příliš těžké pro turecké tratě a kolem roku 1956 byly vyřazeny.

### Alžírsko
Čtyři původně alsasko-lotrinské G 8.1 se po roce 1918 dostaly do Alžírska. Jako řada 4-E se zde udržely v provozu do roku 1958.

### Jugoslávie
Po skončení druhé světové války skončily italské lokomotivy 460.007 a 036 v Jugoslávii. Jugoslávské železnice jim přidělily označení 23.44 a 23.45.

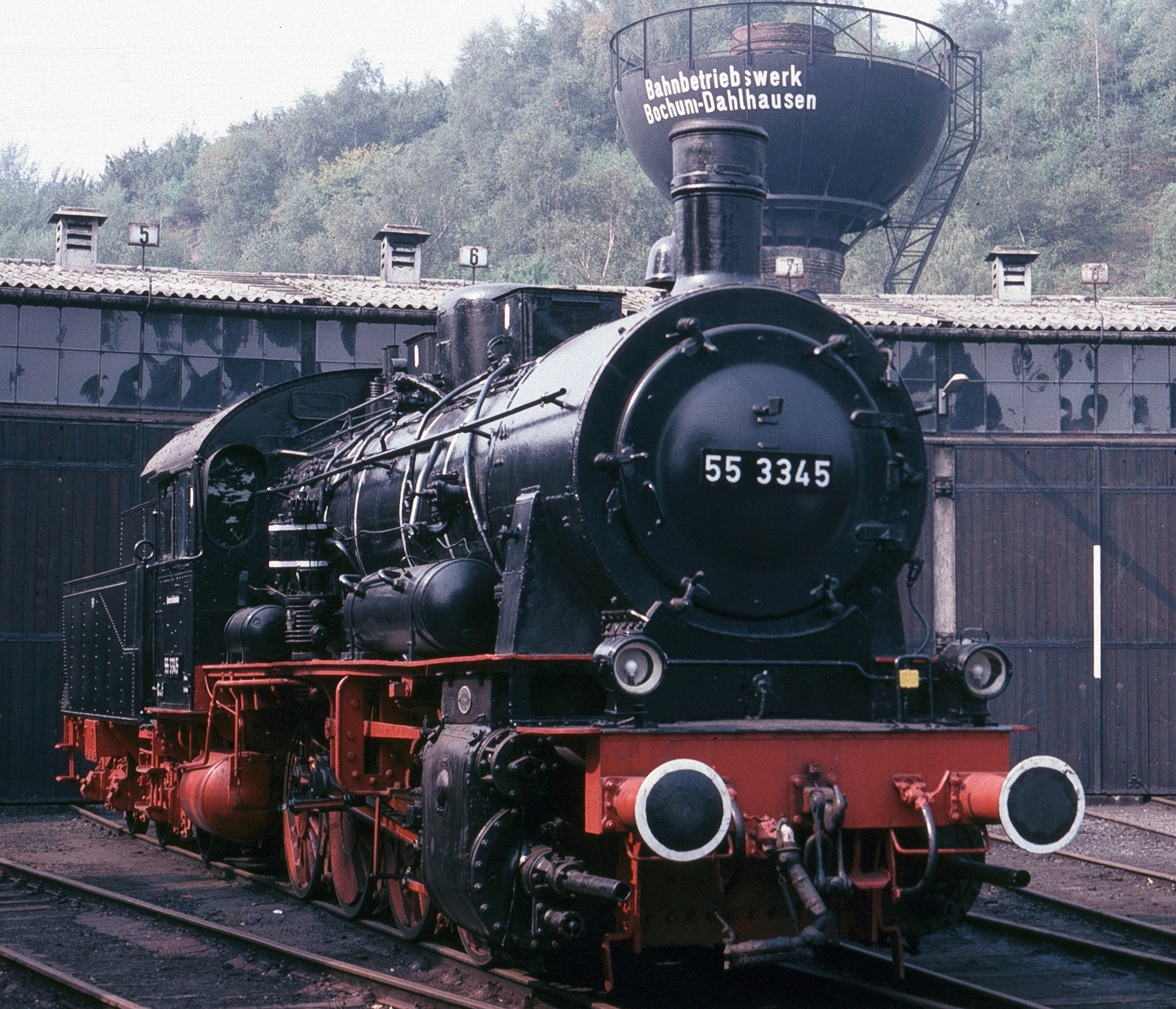
55 3345 v železničním muzeu Bochum Dahlhausen

## Zachované stroje
- 55 3345 (ex Cassel 5159, Henschel 1915) v železničním muzeu Bochum-Dahlhausen
- 55 3528 (ex Münster 5256, Hanomag 7587/1915) v technickém muzeu ve Špýru.
- Tp 4-217 (ex Hannover 5351, Borsig 10125/1918, 55 4765 DR, od r. 1945 Tp4-217 PKP, 1959-1981 pískovna Kotliarna) Pyskowice
- Tp 4-148 (ex Kattowitz 5333, Linke-Hofmann 1539/1917, od r. 1920 Tp 4-279 PKP, 55 3052 DR, Tp 4-148 PKP, 1959-1983 pískovna Kotliarna) depo Czeremcha
- Tp 4-259 (ex Tp 4-418, Linke-Hofmann 2196/1921, 55 3347 DR, Tp 4-259 PKP) Chabówka
- 40.001 (ex Essen 5171, Henschel 12056/1913, od r. 1919 40.001 CFR) Bukurešť
- 40.068 (Orenstein & Koppel 9612/1921) Sibiu
- TGOJ.95 (Vagn- & Maskinfabriksaktiebolaget Falun 491/1942) železniční muzeum Grängesberg